# ジャッジメント・デイ (プロレス)
ジャッジメント・デイ（Juadgment Day）は、アメリカ合衆国のプロレス団体WWEに登場する、フィン・ベイラーとカリートとドミニク・ミステリオ、JDマクドナ、リヴ・モーガンによるユニットである。

## 来歴
2022年にエッジによってヒールユニットとして創設された。直後にダミアン・プリースト、リア・リプリーが加わった。フィン・ベイラーの加入後にはエッジは同ユニットから追放され、同年9月にはドミニク・ミステリオが加入し、自身はヒールターンした。
2024年にはプリーストとリプリーが追放され、直後にリヴ・モーガン、ラケル・ロドリゲス、カリートが加入。

## メンバー

### 現在
| メンバー             | 加入           | 備考 |
| -------------------- | -------------- | ---- |
| フィン・ベイラー     | 2022年6月6日   |      |
| ドミニク・ミステリオ | 2022年9月5日   |      |
| JDマクドナ           | 2023年11月13日 |      |
| カリート             | 2024年8月5日   |      |
| リヴ・モーガン       | 2024年8月5日   |      |
| ラケル・ロドリゲス   | 2024年10月5日  |      |

### 過去
| メンバー             | 加入         | 脱退         | 備考                     |
| -------------------- | ------------ | ------------ | ------------------------ |
| エッジ               | 2022年4月3日 | 2022年7月6日 | 初期メンバー、元リーダー |
| ダミアン・プリースト | 2022年4月3日 | 2024年8月5日 | 初期メンバー             |
| リア・リプリー       | 2022年5月8日 | 2024年8月5日 |                          |

## 入場曲
- The Other Side（Alter Bridge）現在使用中